# Es Camps (Òlt)
Escamps (en francès Escamps) és un municipi francès situat al departament de l'Òlt i a la regió d'Occitània.

## Demografia
| 1962                                       | 1968 | 1975 | 1982 | 1990 | 1999 | 2006 |
| ------------------------------------------ | ---- | ---- | ---- | ---- | ---- | ---- |
| 108                                        | 126  | 125  | 144  | 121  | 114  | 150  |
| Des de 1962: població sense dobles comptes |      |      |      |      |      |      |

## Administració
| Període   | Identitat      | Partit |
| --------- | -------------- | ------ |
| 1900-1918 | Jean Fraysse   |        |
| 1918-1940 | Casimir Vayse  |        |
| 1940-1947 | Irénée Fraysse |        |
| 1947-1971 | Rémi Fourés    |        |
| 1971-1977 | Joseph Puech   |        |
| 1977-1983 | Michel Fraysse |        |
| 1983-2001 | Jacques Calais |        |
| 2001-2008 | Pierre Maugis  |        |
| 2008-     | Laurent Moles  |        |